# Les Fantômes du chapelier (film)
Pour les articles homonymes, voir Les Fantômes du chapelier (homonymie).
Pour plus de détails, voir Fiche technique et Distribution.
Les Fantômes du chapelier est un film français réalisé par Claude Chabrol sorti le 25 mai 1982.

## Synopsis
Léon Labbé, un bourgeois de Concarneau, tient une boutique de chapeaux en face d'un tailleur d'origine arménienne, Kachoudas. Ce dernier suit le chapelier dans ses pérégrinations, et finit par se rendre compte que Labbé est l'étrangleur de vieilles femmes qui sévit dans la région depuis deux mois. Kachoudas, terrifié, renonce à le dénoncer et en tombe malade.
Labbé finit par lui avouer la raison de ses crimes : il a assassiné sa femme souffrante et, pour cacher son crime, il lui faut éliminer toutes les amies d'enfance de son épouse, car celles-ci entendaient lui rendre visite pour son prochain anniversaire.
Alors que Labbé est sur le point de tuer sa dernière victime, il apprend que celle-ci, malade, est décédée quinze jours auparavant. Dans le même temps, Kachoudas meurt.
Mais Labbé est toujours agité par des pulsions de mort. Il étrangle sa bonne, puis une prostituée de ses connaissances, aux côtés de laquelle, ivre, il s'endort… Au matin, il est découvert et se fait arrêter.

## Fiche technique
- Titre original : Les Fantômes du chapelier
- Réalisation : Claude Chabrol
- Scénario : Claude Chabrol, d'après le roman Les Fantômes du chapelier de Georges Simenon
- Décors : Jean-Louis Povéda
- Costumes : Magali Fustier-Dray
- Photographie : Jean Rabier
- Son : René Levert
- Montage : Monique Fardoulis
- Musique : Matthieu Chabrol, Georges Garvarentz, Charles Aznavour (La chanson Pose ta joue sur mon épaule - paroles Aznavour, musique Garvarentz - est interprétée par Jaïro)
- Production déléguée : Philippe Grumbach
- Production exécutive : François Ribaud de Gineste
- Société de production : SFP Cinéma, Horizons Productions, Les Films A2
- Société de distribution : Gaumont Distribution
- Pays d’origine :  France
- Langue originale : français
- Format : couleur — 35 mm — son Mono
- Genre : drame
- Durée : 124 minutes
- Date de sortie :
  - France : 25 mai 1982
- Affiche : Philippe Lemoine

## Distribution
- Michel Serrault : Léon Labbé, le chapelier
- Charles Aznavour : Kachoudas, le tailleur
- Monique Chaumette : Mme Labbé, le fantôme
- François Cluzet : Jeantet, le journaliste
- Aurore Clément : Berthe, la prostituée
- Isabelle Sadoyan : Alice Kachoudas, la femme du tailleur
- Jean Champion : le sénateur Laude
- Bernard Dumaine : Arnoult
- Victor Garrivier : le docteur Chaudreau
- Mario David : le commissaire Pigeac
- Robert Party : l'inspecteur Caille
- Fabrice Ploquin : Valentin
- Christine Paolini : Louise Chapus
- Nathalie Homs : Esther
- Marcel Guy : Gabriel
- Jean-Claude Bouillaud : le père de Louise
- Jean Leuvrais : Lambert

## Autour du film
- Simenon avait écrit en 1947 une nouvelle intitulée Le Petit Tailleur et le chapelier. Il reprit le thème l'année suivante, en modifiant la fin, sous le titre Bénis soient les humbles dont la traduction anglaise lui valut un prix du mensuel « Ellery Queen's Mystery Magazine ». Le roman qu'il publia en 1949 sous le titre Les Fantômes du chapelier offre un troisième dénouement, celui qu'a respecté Chabrol.
- L'action de ce film suit de façon très stricte celle du roman éponyme de Georges Simenon. Elle a simplement été déplacée de La Rochelle à Concarneau. Certaines scènes ont été tournées à Quimper.
- Les affiches des films Carrefour (1938) et Ben-Hur (sorti en 1960) placardées dans une rue de la ville pour le cinéma Lux font penser que cela peut être un cinéma diffusant des films anciens car à la 72e minute, dans le kiosque à journaux, on aperçoit une couverture de Jours de France avec la princesse Sarah daté du 16/01/1982. Ce qui situe bien l'action du film en 1982.
- Dans le roman, la religieuse ne se déplaçait jamais pour l'anniversaire...
- Ce n'est pas la première fois que Michel Serrault interprète un chapelier; il l'avait déjà fait auparavant, dans un registre comique, dans La Tête du client.